# Agastya hyblaeoides
Agastya hyblaeoides là một loài bướm đêm trong họ Crambidae.